# Surut pois ja kukka rintaan
Surut pois ja kukka rintaan  (рус. Прогони печаль и прижми цветок к груди) — четвёртый альбом финской рок-группы Viikate, записанный на лейбле Ranka Recordings и вышедший в 2003 году.
На песню «Leimu» был снят видеоклип.

## Рецензии
- Desibeli.net: [2]
- Soundi.fi: [3]

## Список композиций
1. «Karmiini juhlasali» — 3:12
2. «Otteita syksystä» — 4:09
3. «Rauta-airot» — 3:56
4. «Kuolleen miehen kupletti» — 3:47
5. «Kurjat kurjet» — 2:38
6. «Piispa ja minä» — 3:26
7. «Leimu» — 3:56
8. «Kaunis kotkan käsi» — 4:18
9. «Varjojen yö» — 3:03
10. «Kivi itkee vihreää» — 4:10

## Участники записи

### Группа
- Каарле Виикате — вокал, гитара, бас-гитара
- Симеони Виикате — ударные

### Приглашённые музыканты
- Симо Хелкала — орган
- Яри-Юкка Ниппала — запись и сведение треков
- Мика Юссила — изготовление оригинала диска